# Чунцинский всемирный финансовый центр
Чунцинский всемирный финансовый центр (Chongqing World Financial Center, 重庆环球金融中心) — супервысокий небоскрёб, расположенный в китайском городе Чунцин, в деловом районе Юйчжун. Построен в 2015 году, на начало 2020 года являлся третьим по высоте зданием города, 37-м по высоте зданием Китая, 45-м — Азии и 75-м — мира. Башня Чунцинского WFC (339 м) имеет 72 наземных и 6 подземных этажей, 43 лифта, 837 парковочных мест, смотровую площадку, площадь здания — 204 400 м². Архитектором небоскрёба выступила тайваньская компания C.Y. Lee & Partners.
Верхние этажи Чунцинского всемирного финансового центра занимает The Lixury Hotel американской сети Hyatt, в подиуме небоскрёба размещаются магазины Prada, Dolce & Gabbana и Givenchy, а также несколько кафе. Вокруг башни Чунцинского WFC расположены торговый центр Times Square, универмаг Wangfujing, гостиница InterContinental и Чунцинская галерея искусств.   

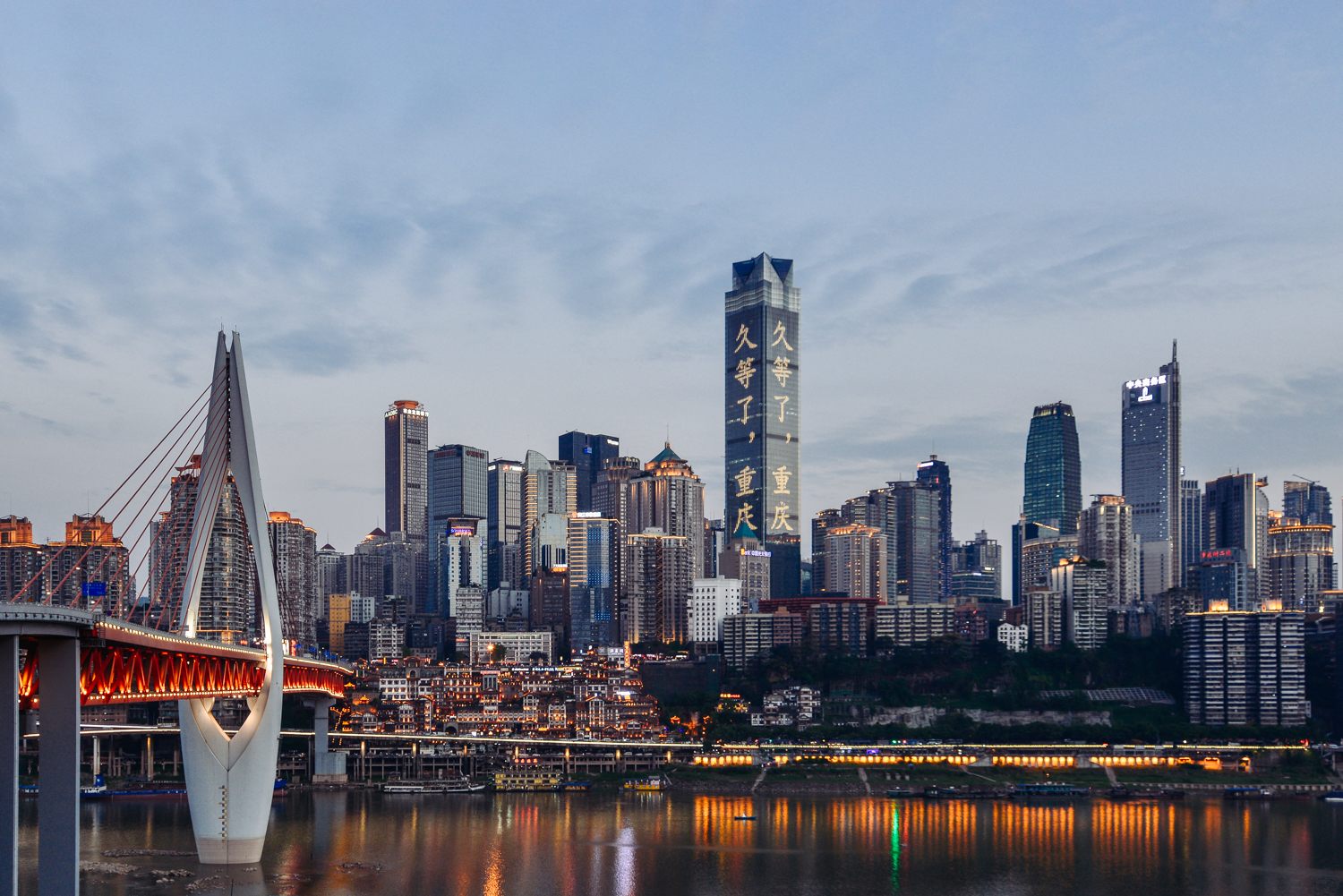
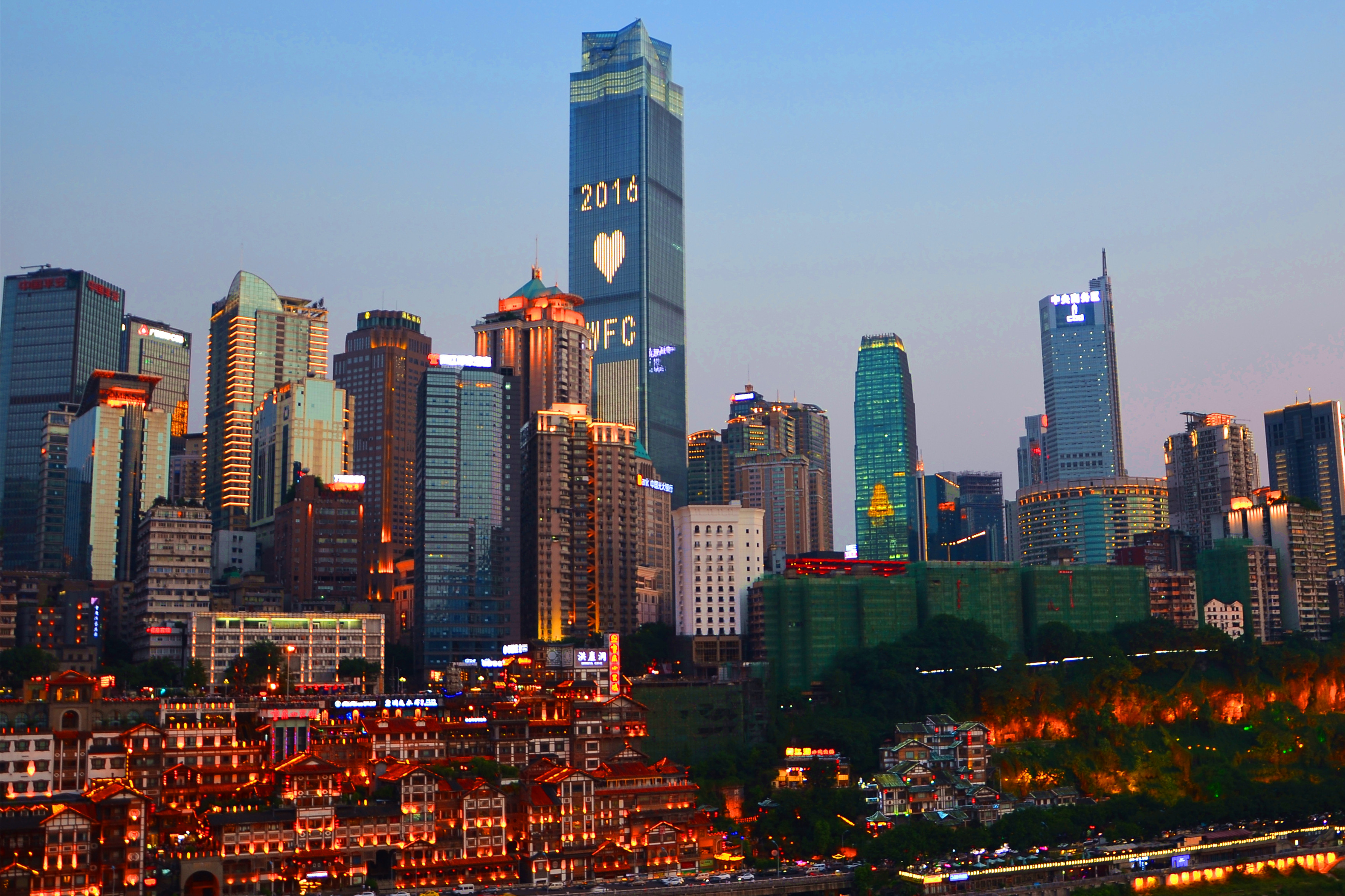
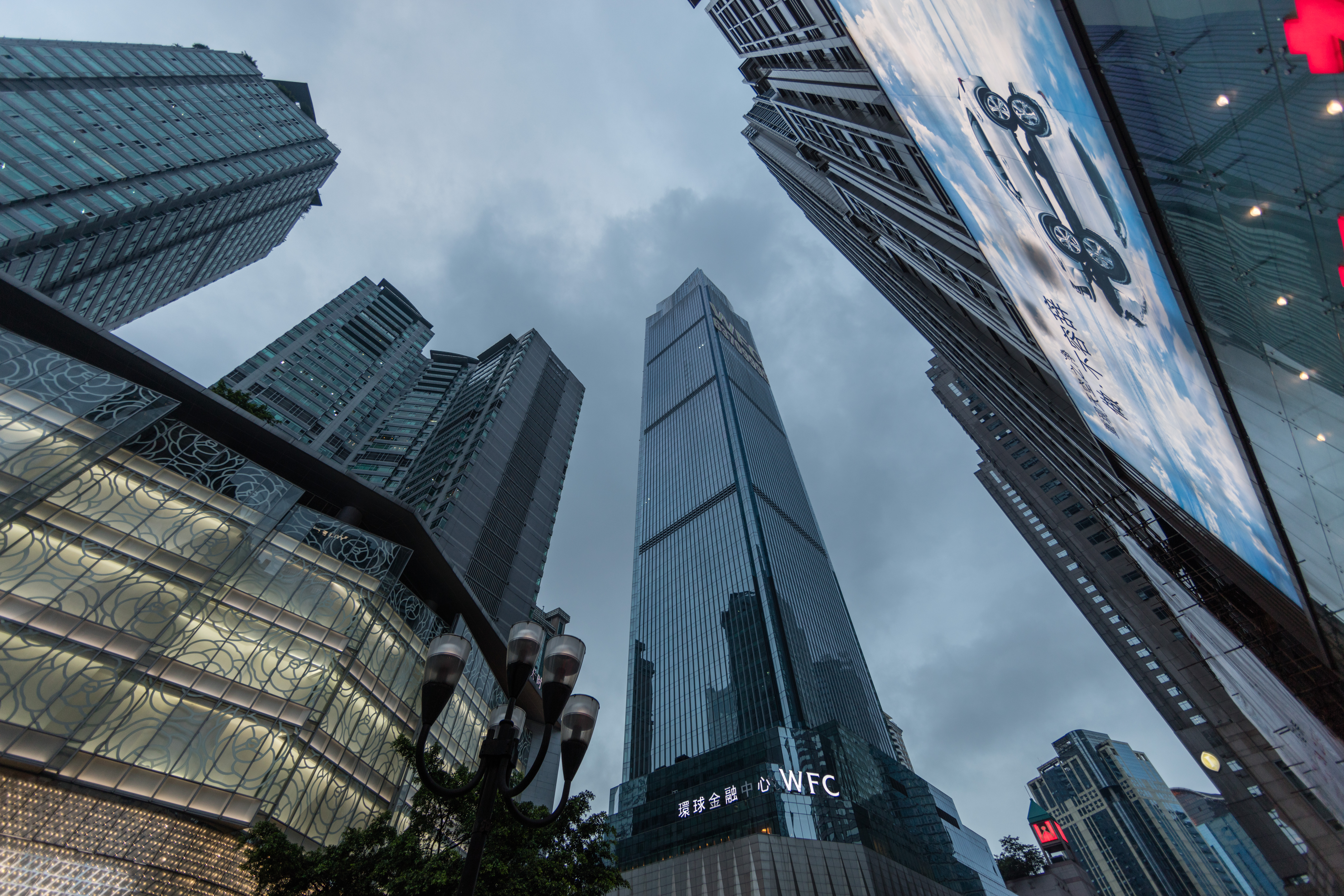
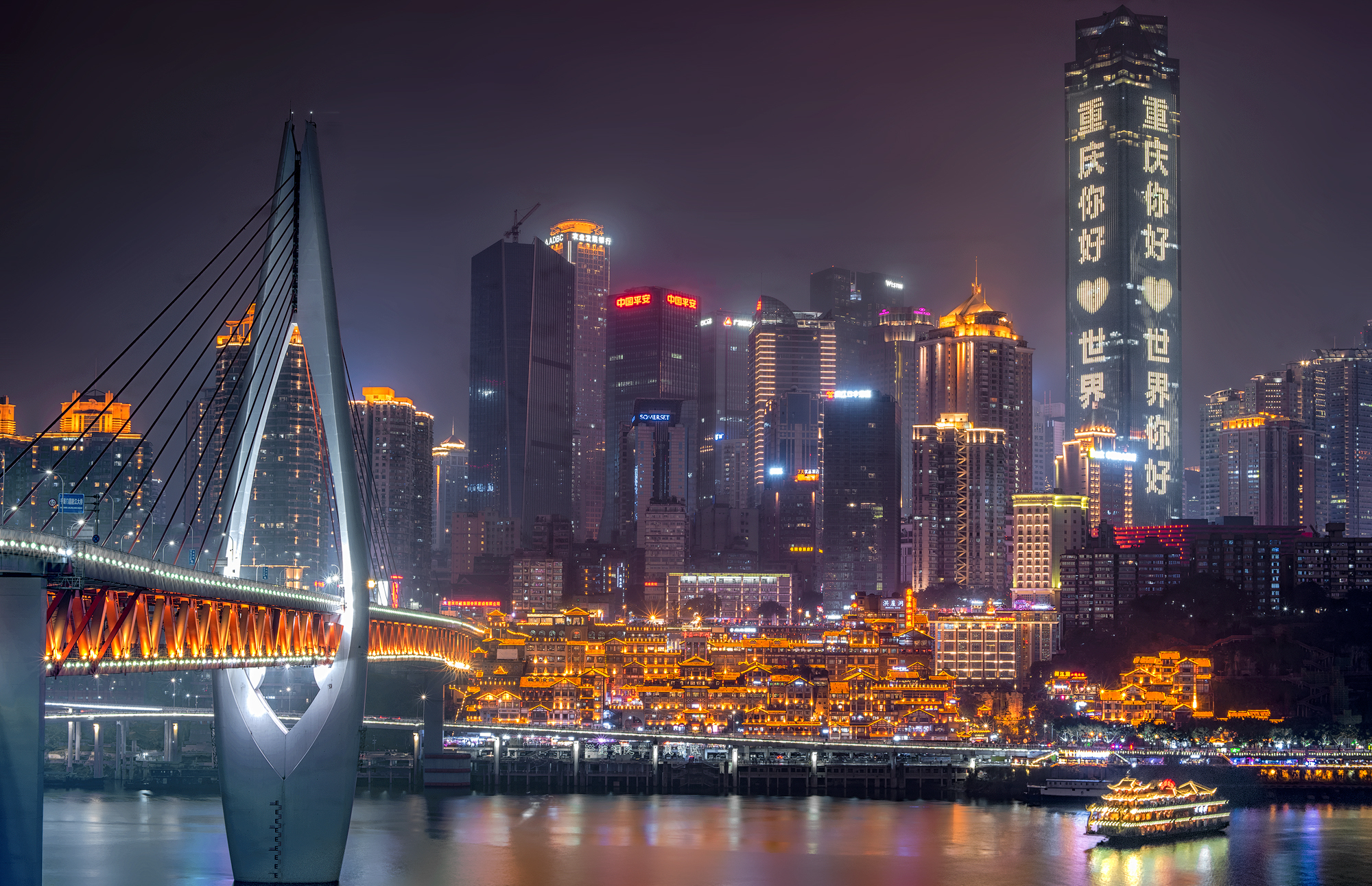
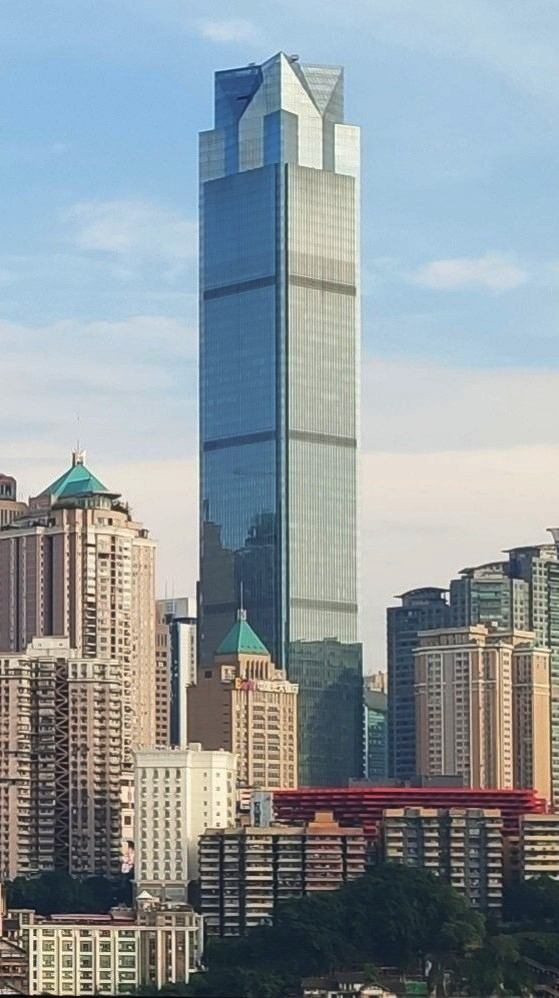
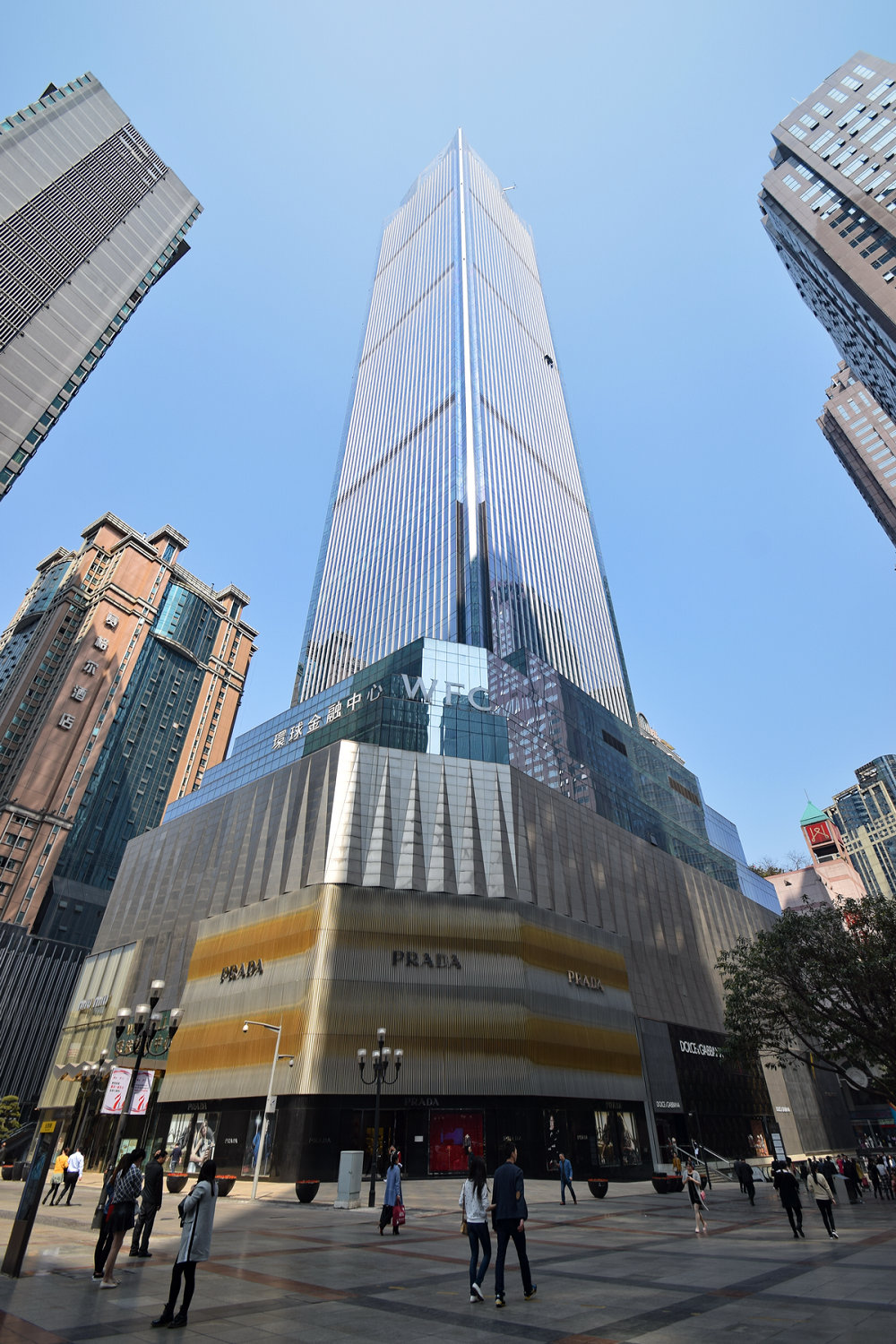